# Hremjaczka (obwód sumski)
Hremjaczka (ukr. Грем'ячка) – wieś na Ukrainie, w obwodzie sumskim, w rejonie szosteckim, w hromadzie Jampil. W 2001 liczyła 408 mieszkańców, spośród których 398 wskazało jako ojczysty język ukraiński, a 10 rosyjski.